# Кешіа Шанте
Кешіа Шанте Гарпер (англ. Keshia Chanté Harper; нар. 16 червня 1988) — Шанте, канадська співачка, телеведуча, актриса, авторка пісень, бізнесвумен та філантроп, отримала визнання ще в підлітковому віці завдяки виданню кількох успішних синглів, зокрема «Unpredictable», «Bad Boy», «Does He Love Me», «Been Gone», «2U» та «Fallen» (у співпраці з Дрейком), і випустила чотири альбоми. У 2013 році вона стала відомою на міжнародному рівні як співведуча програми BET 106 & Park з Боу Воу, що відкрила їй двері в сферу телебачення та ведучої роботи. Шанте також славиться як перша дівчина та муза Дрейка, яку він називає «КІКІ» у своїй пісні «In My Feelings».
Шанте визнана як наймолодший лауреат премії «Джуно» і отримала семеро номінацій. Вона також здобула п'ять нагород на Canadian Urban Music Awards і дві нагороди на Canadian Radio Music Awards. За свої досягнення в канадській музиці та кіно їй було присвоєно зірку на Алеї слави у Бремптоні. Шанте має безліч синглів, які досягли першої позиції в радіо-чартах Канади та Японії, а також вісім синглів, які увійшли в топ-10 музичних радіо-чартів. Вона отримала кілька нагород SOCAN No. 1 за свої зусилля в написанні пісень. Наприклад, її сингл «Table Dancer» став № 1 у Billboard Japan Digital Chart і № 9 у Billboard Japan Hot 100.
Шанте вже двічі стала переможницею Canadian Screen Award в номінації «Найкращий телеведучий». Вона провела багато інтерв'ю зі світовими знаменитостями, такими як Мішель Обама, Роберт Де Ніро, Кім Кардашьян, Дженніфер Еністон, Дрейк, Дженніфер Лопес, Дуейн Джонсон, Кевін Харт, Морган Фрімен, Ларрі Кінг, Арнольд Шварценеггер, Келсі Граммер, Марк Уолберг, Кейт Бланшетт, Мерайя Кері та Дензел Вашингтон.
Шанте також має вражаючий досвід як міжнародний музичний суддя на шоу «The World's Best». Вона веде такі програми, як «Entertainment Tonight Canada» і «ETC Live» в Каліфорнії. Шанте є активним голосувачем на премії «Золотий глобус». Вона була ведучою, суддею та учасницею численних шоу, включаючи BET Awards, Paramount+ Peak of the Week, The Official Big Brother's Aftershow (CBS), Battle of the Blades, The Next Star, Top Chef Canada, Chopped Canada і гру «Гра в рядки».
Як філантроп і гуманітарний діяч, Шанте пожертвувала і зібрала мільйони доларів для різних організацій і проблем, включаючи WE Charity, Канадський фонд дослідження СНІДу, Joyful Heart Foundation і World Vision International. Вона була організатором заходу We Day і є мотиваційним спікером, що підтримує свідомість про психічне здоров'я.
Шанте була запрошена сім'єю Обама відвідати різдвяну вечірку в Білому домі. У 2022 році вона заснувала свій власний бренд засобів по догляду за волоссям під назвою KHAIR, який спрямований на інклюзивність, чистоту і розкіш.
У 2022 році Шанте стала засновницею краси, запустивши інклюзивний, чистий, розкішний бренд догляду за волоссям під назвою KHAIR.

## Раннє життя
Кешіа Шанте Гарпер народилася і виросла в Оттаві, Онтаріо, але проводила літні канікули у Гайнсвіллі, Джорджія, зі своїми дідусем і бабусею. У віці 12 років вона переїхала до Торонто, Онтаріо. Її батько є афро-тринідадцем, а мати має пуерториканське та португальське походження. Шанте єдиний дитина в родині.
У віці 6 років вона вперше виступила, отримавши відзнаки за виконання пісні «Dear Mama» Тупака Шакура. Це викликало зацікавлення місцевого діджея, який у 2002 році надіслав відеозапис її виступу в SonyMusic Canada. Після вражаючих виступів перед музичними керівниками вона підписала контракт з лейблом, щоб випускати свою музику виключно в Канаді.
Шанте відвідувала католицьку середню школу Святого Петра, перш ніж переїхати до Торонто у віці 12 років. Вона успішно закінчила школу і отримала відзнаку за свої досягнення.

## Кар'єра

### 2003—2012 роки
У 2002 році, коли Шанте було 13 років, вона підписала довгостроковий контракт з SonyMusic Canada на випуск своєї музики в Канаді. В 2003 році вийшов її перший сингл «Shook (The Answer)», який був відповіддю на пісню «Shook» Шона Десмана. Пісня «Unpredictable» також отримала велику популярність і посіла 3-є місце в радіо-чартах. Її відео потрапило на перше місце на YTV і в десятку кращих на MuchMusic. За цей сингл Шанте отримала золотий сертифікат та нагороду Canadian Radio Music Award як «Найкращий новий сольний виконавець».
У лютому 2004 року вийшов її третій сингл «Bad Boy», який досяг № 1 на MuchMusic. Четвертий сингл «Does He Love Me?» також був успішним і потрапив в топ-5 на радіо. У червні 2004 року Шанте випустила свій дебютний альбом під назвою «Chanté». Альбом отримав золотий сертифікат у грудні 2004 року.
На Canadian Urban Music Awards у жовтні 2004 року Шанте виграла нагороди в трьох категоріях, включаючи «Найкращого нового артиста» і «Відео року» за пісню «Bad Boy». Вона також отримала нагороду «Fans' Choice Award» і «Висхідна зірка року». Це привернуло увагу президента BET Стівена Хілла, який став її наставником і включив відео на «Bad Boy» до активної ротації на каналі. Того ж місяця Шанте виконала національний гімн на чемпіонаті Канадської футбольної ліги Грей Кубок. Вона також була обрана представляти Канаду на виставці Expo 2005 в Японії.
На початку лютого 2004 року вийшов третій сингл Chanté — «Bad Boy». Він також був успішним, увійшовши в Топ-10 на радіо та сидячи під № 3 на MuchMusic протягом 4 тижнів, перш ніж пізніше заробити № 1 у чарті. Режисером відео став режисер X . Пізніше, у червні 2004 року, четвертий сингл Chanté «Does He Love Me?» футів Фоксі Браун потрапила в топ-5 на радіо. Відео також було знято Director X і стало № 1 на MuchMusic протягом 3 тижнів. Відео також принесло їй нагороду Urban Music Video Award як «Відео року». 22 червня 2004 року Шанте випустила свій однойменний дебютний альбом . 3 грудня 2004 року він отримав золотий сертифікат. У жовтні 2004 року на Canadian Urban Music Awards Шанте перемогла у всіх трьох номінаціях, вигравши нагороди за «Найкращого нового артиста», «Відео року» (для Bad Boy), «Fans' Choice Award» і несподівано повернувшись додому. нагороду «Висхідна зірка року». Це привернуло увагу президента BET, Стівена Хілла, який став наставником Шанте та поставив відео на «Bad Boy» у активну ротацію. Того ж місяця вона заспівала національний гімн на чемпіонаті Канадської футбольної ліги Грей Кубок . Її також було обрано представляти Канаду на виставці Expo 2005, що проходила в Японії.
У липні 2005 року Chanté розпочала тур по Канаді, а також виступила як передгравець для Destiny's Child на їх турі Destiny Fulfilled… And Lovin' It, що включено до DVD Destiny's Child Live in Atlanta Tour. У жовтні 2005 року вона отримала чотири номінації на Urban Music Awards.
У 2006 році Шанте гастролювала з Teen People Magazine і Seventeen Magazine в обраних містах США. У липні 2006 року вийшов її новий сингл «Been Gone» з відео, знятим режисером X, який став її третьою співпрацею з ним. Її наступний сингл «2U» вийшов у листопаді. Також у 2006 році Шанте знялася в епізодичній ролі в кліпі Bow Wow і Кріса Брауна «Shortie Like Mine». Її другий альбом, на якому вона була виконавчим продюсером, вийшов 5 грудня 2006 року в Канаді та Японії через SonyMusic Canada. Того ж дня на MTV вийшов її реаліті-шоу «The Keshia Chanté Diaries», яке показувало її роботу над альбомом під час подорожі до Маямі та Лос-Анджелеса.
У 2007 році, під час останнього року навчання в середній школі, Шанте зосередила свою увагу на навчанні та отриманні наставництва від юристів у сфері розваг в Лос-Анджелесі та Торонто. Вона переїхала до Атланти та Західного Голлівуду, де співпрацювала з Ne-Yo, Missy Elliott і OutKast. Шанте почала вдосконалювати свої навички авторства пісень і акторської майстерності, зігравши головну роль в серіалі «Soul».
У 2010 році Шанте випустила свій третій альбом «Night & Day» в Канаді через Universal Music Canada. З альбому були видані сингли «Table Dancer» і «Test Drive», які отримали номінації на премію Juno Awards у різних категоріях. Обидва сингли досягли Топ-10 на радіо. У лютому 2011 року Шанте випустила сингл «Set U Free» разом з Тайо Крузом. У грудні 2011 року вона виступила на шоу ET Canada's New Year's Eve Bash на Ніагарському водоспаді, яке стало канадським шоу зворотного відліку № 1 на кінець року з високою аудиторією. У квітні 2012 року Шанте була оголошена новим музичним суддею музичного конкурсу на YTV під назвою «The Next Star». У листопаді 2012 року вийшов її сингл «Table Dancer», який посів 1-ше місце в Billboard Charts в Японії та різних чартів у США. Шанте також з'явилася гостем та судила телешоу «Top Chef Canada» і «Canada's Best Beauty Talent» разом з Коко Роша і Лізою Тант, головним редактором журналу Flare.
У 2007 році, під час останнього року навчання в середній школі, Шанте відійшла від музики, щоб вчитися, щоб дізнатися більше про музичний бізнес і отримати наставництво від поважних юристів у сфері розваг у Лос-Анджелесі та Торонто. Пізніше вона вирішила переїхати до Атланти та Західного Голлівуду, де вона тісно співпрацювала з таборами Ne-Yo, Missy Elliott і OutKast. Вона почала відточувати свою майстерність автора пісень і акторську майстерність, зігравши головну актрису в серіалі «Душа».

### 2013—2015 роки
14 червня 2012 року Шанте зробила свій дебют на американському телебаченні на каналі BET 106 & Park як співведуча. Вона також брала участь у церемонії вручення нагород BET 2013 як кореспондент події та стала співведучою в окремих епізодах 106 & Park. З 1 жовтня 2013 року Шанте разом з репером Боу Вау стала новою співведучою 106 & Park, що було оголошено президентом BET Стівеном Хіллом. Це було велике досягнення, і її друг дитинства, канадець Дрейк, вітав її як першу канадську ведучу цього культового шоу. Шанте також співпрацювала з відомими знаменитостями, включаючи Мішель Обаму, Мерайю Кері, Дженніфер Лопес, Роберта Де Ніро та багатьох інших.
18 грудня 2013 року Шанте була запрошена президентом Бараком Обамою та першою леді Мішель Обамою на святкову вечірку в Білому домі. У грудні 2014 року вона отримала зірку на Алеї слави Бремптона за свої досягнення в музиці та розважальній індустрії. У січні 2015 року 106 & Park оголосив перехід на цифрове телебачення після двох років ведення на традиційному телебаченні. Протягом 2014, 2015 та 2016 років Шанте вела передшоу BET Awards 106 & Park у Лос-Анджелесі.
18 грудня 2013 року Chanté був запрошений президентом Сполучених Штатів Бараком Обамою та першою леді Мішель Обамою на святкову вечірку в Білому домі в округу Колумбія. У грудні 2014 року отримав зірку на Алеї слави Бремптона. У січні 2015 року, після двох років ведення 106 & Park, шоу оголосило про перехід на цифрове телебачення. У червні 2014, 2015 та 2016 років Chanté проводив BET Awards 106 & Park Pre-Show у Лос-Анджелесі.

### 2016— до нині
За останні роки, з 2016 року до сьогодні, Шанте продовжує активну діяльність в музичній і розважальній індустрії. В листопаді 2016 року відбулася прем'єра її пісні «The Valley» з майбутнього альбому. У січні 2017 року вона презентувала сингл «Fuck It Tho» у радіошоу Beats 1 на Apple Music. У березні того ж року вийшли треки «Bryson Tiller», «RedLight» і «Harmless» з її міні-альбому «Unbound 01». В лютому 2018 року вона була номінована на премію Juno у категорії «Найкращий R&B-запис» за цей альбом. 23 березня 2018 року вийшов альбом «Unbound 02».
У 2017 році Шанте переїхала до Західного Голлівуду, Каліфорнія, і розпочала навчання в акторській школі. У серпні 2018 року вона стала відомим голлівудським кореспондентом для Entertainment Tonight Canada, і з того часу вона провела багато інтерв'ю з відомими знаменитостями. В листопаді 2018 року вона провела We Day у декількох містах і виступила з мотиваційною промовою, підкреслюючи важливість психічного здоров'я.
У січні 2019 року Шанте була міжнародним суддею у музичному конкурсі The World's Best. У липні 2019 року вона приєдналася до акторського складу серіалу Private Eyes, а в жовтні того ж року зіграла гостьову роль у серіалі JANN. У серпні 2020 року вона стала ведучою офіційного післяшоу Big Brother під назвою BB Rewind. Також у 2020 році вона співпрацювала з DeSean Jackson над синглом «Girlfriend». В жовтні того ж року вона провела шоу Battle of the Blades з Роном Макліном.
У лютому 2023 року Шанте оголосила про створення свого власного бренду засобів для догляду за волоссям під назвою KHAIR. В квітні 2023 року їй було надано міжнародне голосування на премію «Золотий глобус».
У 2017 році Шанте переїхала до Західного Голлівуду, Каліфорнія, і почала школу акторської майстерності.
У серпні 2018 року було оголошено, що Шанте стане знаменитим голлівудським кореспондентом Entertainment Tonight Canada, і з того часу вона дала інтерв'ю з Ларрі Кінгом, Кейт Бланшетт, Енн Гетевей, Крістіаном Бейлом, Меттью МакКонахі, Тайрою Бенкс, Джеймі Лі Кертіс, Тревором Ноа, Чарлі Ханнем, Рамі Малек та багато інших.

## Артистизм

### Музичний стиль
Відгуки Тари Хенлі з The Georgia Straight і Деніз Шеппард з Amazon.ca демонструють, що Шанте вражає своїм захоплюючим голосом, магнетичною харизмою та амбіціями. Шанте вирізняється як поп-феномен, спрямований на підлітків, пропонуючи музику з мелодійними хуками і потужним вокалом, що приваблює шанувальників поп-музики будь-якого віку, особливо тих, хто любить танцювати.

### Вплив
Шанте заявила, що з дитинства на неї сильний вплив справили Бейонсе, Алія і Бренді, які вплинули на її музичну кар'єру і стали її ідолами. Крім того, вона також відзначила Тупака Шакура, з яким вона випадково має спільну дату народження, як особливий вплив на неї. Ці великі імена музики вдихнули їй інспірацію і допомогли визначити свій власний стиль та звучання.

### Публічний образ
Шанте відома своєю схожістю з покійною співачкою Алією, і її часто порівнюють з нею, називаючи її двійницею. Ця схожість була помічена і висловлена такими відомими музикантами, як Міссі Елліот і Тімбаленд, які згадували про схожість Шанте з Алією на шоу 106 & Park. Шанте також розглядалася для ролі Алії в біографічному фільмі, проте після розмови з матір'ю Алії, яка була проти зйомок фільму, вона відмовилася від цієї можливості.
У Канаді Шанте вважається модницею за високим рейтингом моди, виступаючи на першому показі Marchesa в Торонто, а також на заході Chanel для Міжнародного кінофестивалю в Торонто . Керівники Holt Renfrew описали її стиль як «гламурний» і «сексуальна елегантність». Chanté є затятим прихильником канадських модельєрів і брендів. Журнал Flare назвав її «справжнім хамелеоном стилю» У січні 2012 року Fashion Television назвало Кешію іконою моди У 2012 році Шанте була суддею конкурсу «Кращий талант краси Канади» разом із Коко Роша та головним редактором. з журналу FLARE Ліза Тант.

## Особисте життя

### Дрейк
Дійсно, Шанте має особливе місце в серці репера Дрейка. Вони зустрілися в Торонто, коли їм було ще підлітками, і з того часу вони мали романтичні стосунки та продовжували співпрацювати в музичній сфері. Дрейк написав кілька пісень про Шанте, підтвердивши її як свою «KIKI», включаючи відому пісню «In My Feelings». Шанте також була згадана в інших піснях Дрейка, що підтверджує їхні особисті стосунки і взаємну прив'язаність.
У своїх виступах Дрейк також згадує Шанте, висловлюючи свої почуття та зв'язок з нею. Вони продовжують підтримувати дружні стосунки, і Дрейк дуже поважає Шанте як свою першу дівчину та музу.
Шанте була важливою особою в житті Дрейка, і їхні стосунки і взаємне впливання мають велике значення для обох артистів. Вони продовжують взаємно підтримувати один одного і виступати разом на різних подіях, що свідчить про сильне зв'язок між ними.
У 2009 році ві-джей MuchMusic Сара Тейлор запитала Дрейка про його минулі стосунки з Шанте, на що Дрейк сказав, що «пишається тим, що називає [Шанте] колишньою дівчиною».
1 жовтня 2013 року Дрейк сказав Chanté в епізоді 106 &amp; Park : «Ти був одним із моїх перших закоханих, і багато людей могли цього не знати, але я насправді читав реп про тебе раніше». Пізніше він був частиною рекламного ролика, в якому Шанте було оголошено новим офіційним телеведучим 106 & Park .
26 липня 2022 року Дрейк оголосив про живий концерт із Шанте як виконавцем на фестивалі OVO World Weekend у Торонто під назвою «All Canadian North Stars», висвітлюючи Шанте як одного з артистів, які «проклали шлях для всіх нас»
28 липня 2022 року на OVO Fest у Торонто Дрейк представив Chante світові, сказавши: «Ця наступна людина, яка виходила на сцену, я сідала в машину моєї мами. Раніше я їздив аж на захід заради цієї дони прямо тут, ти мене відчуваєш? Отже, я повинен особисто представити її. Це моя перша дівчина в житті, яка вийшла на сцену. Справжня легенда. Хтось, кого я люблю всім серцем. Зробіть трохи шуму для Кешії Шанте» Шанте назвав це «найщирішим і значущим вступом».

### Рей Емері
Схоже, що відносини між Шанте і Реємом Емері були складними та нестабільними. Вони почали зустрічатися в червні 2010 року, а про їхні стосунки говорили в серіалі «Хокейні дружини». У червні 2016 року Емері зробив Шанте пропозицію, але їхнє весілля було скасовано в червні 2017 року.
Вересень 2017 року признався, що Емері був заарештований за погрози та напад на Шанте після того, як вона звернулася до поліції. Шанте заявила, що вона вимагала від Емері участі в контролі гніву, а він погодився та успішно пройшов курс лікування. Це свідчить про наявність проблем в їхніх стосунках.
У липні 2018 року, після того, як Емері загинув у нещасному випадку, Шанте написала пост на своєму Instagram, в якому висловила своє сумління і зазначила, що має розбите серце. Вона описала його як «супергероя», який був люблячим, ніжним і відданим.
Ці відносини були складними і супроводжувалися розбіжностями, але Шанте заявила, що вони пробачили один одного і продовжували любити до кінця. Важко судити про деталі цих відносин, оскільки вони приватні і особисті, а люди можуть мати різні перспективи на події, що сталися.

## Філантропія
Вона використовувала свою популярність і вплив, щоб підвищити обізнаність про СНІД, побудувати школи в Кенії, працювати з гуманітарними організаціями, займатися питаннями домашнього насильства та підтримувати молодих людей, що стикаються з проблемами психічного здоров'я.
Шанте відвідувала школи в Канаді та інші країни, щоб промовляти перед молодими людьми і піднімати обізнаність щодо важливих питань. Вона також співпрацювала з різними благодійними організаціями, такими як World Vision і Фонд Стівена Льюїса, для збору коштів і підтримки проектів.
Участь у програмах, таких як Joyful Heart Foundation, демонструє зосередженість Шанте на боротьбі з домашнім насильством і підтримці жертв цих злочинів.
Шанте також виступала на подіумі We Day, відвідуючи різні міста, щоб надихати та мотивувати молодих людей. Її зусилля щодо підвищення обізнаності про проблеми психічного здоров'я, такі як депресія та тривога, свідчать про її бажання допомагати і підтримувати інших.
За допомогою свого статусу відомої особистості, Шанте використовує свій голос для привернення уваги до цих важливих питань та підтримки тих, хто потребує допомоги.

## Дискографія

### Студійні альбоми
- Keshia Chanté (2004)
- 2U (2006)
- Night & Day (2011)
- Unbound 02 (2018)

### Мініальбоми
- Unbound 01 (2017)

## Фільмографія
| Рік        | Назва                                                        | Роль                                   | Примітки                           |
| ---------- | ------------------------------------------------------------ | -------------------------------------- | ---------------------------------- |
| 2007       | Da Kink in My Hair                                           | Запрошена зірка                        | Епізод: «Порожній мішок не встане» |
| 2009       | Душа                                                         | Виконавець головної ролі Махалія Браун | 6 серій                            |
| 2011       | Найкращий шеф-кухар Канади                                   | Суддя                                  | 2 епізоди                          |
| 2012       | Матч Гра (Game Show)                                         | Запрошена зірка                        | 5 серій                            |
| 2012       | Сонячні сценки маленького містечка (телефільм)               | Запрошена зірка                        | Вокаліст                           |
| 2012–2013  | Наступна зірка (серіал)                                      | Суддя                                  | 2 сезони, 24 серії                 |
| 2013–2015  | 106 і Парк (серіал)                                          | Хост                                   | 390 серій                          |
| 2014 рік   | Попереднє шоу BET Awards                                     | Хост                                   |                                    |
| 2014       | Нагороди BET                                                 | Ведучий                                |                                    |
| 2014       | BET Hip Hop Awards                                           | Ведучий                                |                                    |
| 2014       | Бетенні (ток-шоу)                                            | себе                                   | 3 епізоди                          |
| 2014       | 106 & Park: Новорічна ніч                                    | Хост                                   |                                    |
| 2014       | СТАВКА: нотаріально (телевізійний спеціальний випуск)        | Хост                                   | 100 найкращих відео 2014 року      |
| 2015       | Хокейні дружини                                              | себе                                   | 5 серій                            |
| 2015       | Попереднє шоу BET Awards                                     | Хост                                   |                                    |
| 2015       | 106 & Party: Новорічна ніч (телевізійний спеціальний випуск) | Хост                                   |                                    |
| 2015       | СТАВКА: нотаріально (телевізійний спеціальний випуск)        | Хост                                   | 100 найкращих відео 2015 року      |
| 2016       | 106 & Party: Новорічна ніч (телевізійний спеціальний випуск) | Хост                                   |                                    |
| 2016       | Рубана Канада                                                | Запрошена зірка                        | 1 епізод                           |
| 2018–тепер | ET Canada (серіал)                                           | Ведучий (Голлівуд)                     | 300+ епізодів                      |
| 2019       | Найкращий у світі                                            | Міжнародний музичний суддя             | 10 серій, 1 сезон                  |
| 2020       | Private Eyes (серіал)                                        | Повторювана запрошена зірка            |                                    |
| 2020–тепер | Big Brother Aftershow «BB Rewind»                            | Хост                                   | 14 серій                           |
| 2021-2022  | Пік тижня на Paramount Plus                                  | Хост                                   | 2 сезони, 20 серій                 |
| 2020–тепер | Янн (серіал)                                                 | Повторювана запрошена зірка            |                                    |

## Нагороди та номінації

### 2003
- Canadian Urban Music Award за найкращий R&B/соул-сингл для «Shook (The Answer)» — виграно
- Музична нагорода канадського радіо за «Найкращого нового сольного виконавця» (Dance Urban Rhythmic) — виграно[39]
- Музична премія канадського радіо за «Найкращого нового сольного виконавця» (CHR) — виграно[39]

### 2004
- Canadian Urban Music Award за найкращого нового виконавця — виграно
- Canadian Urban Music Award за відео року для «Bad Boy» — виграно
- Canadian Urban Music Award for Fans Choice — виграно
- Нагорода «Висхідна зірка» за «Висхідну зірку року» — виграно
- MuchMusic Video Award за «Найкраще R&B-відео» для «Does He Love Me?» — Виграв

### 2005
- Премія «Джуно» за «R&B/соул-запис року» — виграно[40]
- Премія «Джуно» за «Новий виконавець року» — номінант[41]
- Canadian Urban Music Award за «Відео року» для «Does He Love Me?» — Виграв
- MuchMusic Video Award за «Вибір людей: улюблений канадський виконавець» — виграно
- Нагорода MuchMusic Video Award за «Найкраще поп-відео» для «Does He Love Me?» — Виграв

### 2007
- Премія Juno в номінації «R&B/SOUL запис року» за «Been Gone» — номінант

### 2008
- Премія Juno в номінації «R&B/SOUL запис року» за «2U» — номінант[71].

### 2011
- Премія Juno в номінації «Танцювальний запис року» за «Table Dancer» — номінант
- Премія Juno в номінації «R&B/SOUL запис року» за «Test Drive» — номінант

### 2018
- Премія Juno в номінації «R&B/SOUL запис року» за «Unbound 01» (EP) — номінант

### 2022
- Премія Canadian Screen Award за найкращу ведучу телешоу за «ET Canada» — переможець